# 2019冠狀病毒病澳門疫情相關爭議 (2020年1月至5月)
2019冠狀病毒病澳門疫情相關爭議 (2020年1月至5月)，介紹在2019冠狀病毒病澳門疫情中，在澳門在2020年1月至5月所發生的相關爭議。

## 內地患者免費醫療及待遇爭議
特首賀一誠在記者會中高調歡迎中國大陸人享用澳門的免費醫療服務，引起澳門網民不滿，網民擔心會有更多染病的中國大陸人到澳門散播病毒，後來行政法務司司長張永春表示，所有外地人若患上新型冠狀病毒，需付醫療費，病人亦可按《第2/2004號法律〈傳染病防治法（页面存档备份，存于）〉》規定申請豁免收費，政府可按其經濟狀況及公共利益的影響考量作審批。首名痊癒者出院，該名患者為武漢女商人。衛生局指出，外地人的收費是本地人兩倍，她已申請豁免支付34,000元澳門幣的治療費，後來網上有人對她起底，指從其出院的照片可見其手袋價值約兩萬元，入住置地酒店一晚逾千元，認為她有能力支付治療費，因此引起較大爭議。當局稱會依法審批，如最終不獲批，將追回其全部收費。
首名確診患者在住院期間要求吃武漢特色早點「熱乾麵」，院方為此特別安排湖北廚師煮食，出院時又有花收，惹來不少市民不滿，形容是「五星級服務」，本地居民都享受不到，引起港澳兩地網友熱議。仁伯爵綜合醫院醫務主任李偉成表示，仁伯爵綜合醫院並非專為特別病人供應特別膳食，而是考慮到病人的營養狀況對治療十分重要，如果營養不好會不利康復，並強調對任何病人膳食都一視同仁，病人的膳食費會計入住院費。

## 封關不可行說
由於廣東省已成為全國第二多確診病例的省份，而現時澳門每日仍然有幾萬名外僱及本地居民來往珠澳兩地，社會上有不少聲音要求封關，政府多次強调完全封關不可行，特首賀一誠更說︰「關閉全部口岸，誰人倒垃圾？誰人做保安？鮮活產品如何運進來？這些都是我們考慮的問題。」

## 巴士班次大減增加更多人流聚集
為控制疫情，政府建議居民減少外出，並節省公帤縮減巴士班次。有交諮委委員表示，縮減巴士班次需因應路線情況而定，例如16及17路線為小型巴士，行駛地點較多，乘搭人數依然有一定數目，應保持一定班次數量。政府同時需檢視會否因班次減少，出現增加居民同在一班車的情況，提升聚集風險，對防疫工作產生負面效果。

## 凌晨廣播防疫資訊
為了加大向市民宣傳防疫訊息，政府於2月6日起利用宣傳廣播車和街上廣播裝置定時向市民呼籲。但在2月11日，應變協調中心熱線和警方共接獲19宗投訴和查詢，不少市民都聽到街上廣播裝置宣傳防疫廣播，批評政府擾民，影響市民休息。應變協調中心稱由於廣播系統出現問題，導致誤鳴，對此向市民表達歉意，並承諾將加強管理廣播系統。
治安警察局表示，受誤鳴影響的包括沙梨頭、新橋、下環區等地區，相關人員馬上啟動應變程序，立即手動停止廣播和關閉廣播系統。事件發生後，技術人員與系統供應商馬上檢查系統，初步懷疑是電腦設定的程式發生故障，但也不能排除系統受到黑客攻擊的可能性，故已通知司法警察局跟進偵查工作。
至2月11日上午11時，應變協調中心熱線和警方共接獲19宗投訴和查詢。為慎防同類事件再發生，當局已即時修改廣播系統的操作指引和流程，於每日指定時間完成廣播後，將把系統調至靜音模式。

## 關閉公園
2020年2月，為了阻止疫情擴散，政府宣佈封閉澳門所有郊野公園和市政公園，以避免郊外出現人潮，增加感染風險。對此有市民感到不滿，認為在郊外受感染的風險非常小，若停出外出運動，長期待在室內，便會很容易誘發其他疾病的風險等。疾病預防控制中心表示，公共休憩設施內的欄杆等設施可成為傳播病毒的途徑，做運動時也比較難佩戴口罩，遇到朋友時也會傾談，這些都會帶來病毒傳播的風險；政府為避免社區傳播，因此決定關閉公共休憩設施。
2月17日，政府宣佈賭場將於2月20日起重開，同時提出疫情依然嚴峻，呼籲市民留在家中，減少外出，另外，公園以及其它公共設施仍然關閉。對此有市民質疑政府所採取的措施與其呼籲相互矛盾，諷刺政府禁止市民去公園活動，卻可以去賭場賭錢。政府回應指，賭場重開是經過評估，為了平衡防疫的需要和穏住本地員工的就業才決定重開。在賭場重開時，會要求實施防疫措施，保護員工及客人健康。另外，澳門政府亦於2月19日宣佈重開部份公園。

## 電子消費券爭議
2月13日，政府宣佈計劃在疫情結束後派發3,000元澳門幣電子消費券抗疫紓困，並委託澳門通開展該服務，稱為消費補貼計劃，同時電子消費券採取實名制，但遭到市民猛烈批評。原因是同年1月發生「澳門通換卡風波」，被質疑澳門通迫居民用個人資料換取免收換卡費，後公司安排受影響市民免費換卡並沒需實名認證。但電子消費券實名制被質疑政府向澳門通“送大禮”（洩露個人資料）。後來政府在翌日（2月15日）澄清，消費券實名制是讓居民選擇領取澳門通卡（電子消費券）的時間及地點，而個人資料（實名制）管理由澳門金融管理局負責，澳門通公司不會獲取到相關資料，強調只有卡面上的流水號會與澳門通公司有關。

## 外僱隔離措施爭議
2月17日政府宣佈，2月20日凌晨0時起，推出外僱隔離措施，許多外僱無隔離或檢疫就直接從中國大陸返回澳門，居民擔心會造成社區爆發，又認為政府每日叫居民留在家中，卻任意把這些外僱放進社區實為不負責任。
衛生局局李展潤表示在非常時期希望大家互相諒解，忍耐和配合，同時指出勞工為澳門社會做出貢獻，他們是健康的，不是帶菌者，也不是病人，「試想想如果澳門沒有這批病人，會變成點樣？」
仁伯爵綜合醫院醫務主任李偉成稱，除湖北省外，特區政府至今沒對任何外僱設出入境限制規定，因此2月20日起實施的政策不存在「空窗期」。政府實施政策方方面面都要考慮，包括企業需要，若一下子限制全部外僱入境，某程度會影響市民生活，甚至面對更高風險。李偉成強調，外僱是健康人群，若身體狀況健康，他們在社區的風險好低。

## 市民質疑醫學檢查需時較長
1月20日起，在過去 14天曾到新冠肺炎疫情高發地區入境旅客，1天內多次不正常往返內地的澳門居民需接受醫學檢查。有居於珠海、準備來澳上班的澳門居民巫先生表示，早上入境時被告知需要醫學檢查，需在醫學中心等候 6-8小時，期間每隔 2小時要測量體溫，他稱自己在今天是第 1次入境，不滿為何仍需作醫學檢查，而他的上班時間為早上 8時，已經遲到；他又稱當局未有膳食安排，現場空氣流動欠佳，擔心交叉感染。
治安警察局居留及逗留事務廳代廳長黃劍虹稱，治安警與海關在措施落實前已評估，發現部分人士過去曾經一天內多次往返，基於感染風險，警方要求相關人士抽檢。強調治安警及海關需要做好把關，配合政府醫學檢查政策，盡可能減低出入境人次，降低澳門疫情風險，希望市民「管好對腳」。
衛生局局長李展潤表示，安排是針對入境前可能有人食退燒藥，需要每隔 2小時檢測體溫知道有關人士是否真的發燒，在至少6小時沒有症狀即可離開。

## 撤湖北澳門僑民爭議
2020年3月，政府在記者會上表示，基於有很多在湖北澳門居民的強烈要求，且有傳媒又連番質疑，政府在承受大量壓力下決定撤離湖北的澳門居民。就此《論盡媒體》有來論批評，在各大網上直播平台上絕大多數市民的意見都是認同政府堅持在地隔離在地治療，因此市民質疑何來公眾及傳媒的輿論壓力及社會主流民意，使政府作出撤僑決定。政府從高風險地區撤僑，輸入潛在患者，亦會使未來防疫工作變得更困難，社會亦付出的更大成本。另外，衛生局此前一直重申，基於科學、防疫的角度，在地隔離在地治療是最好的處理方法，撤僑的做法與之前的說法自相矛盾。
衛生局局長回應指︰壓力是源於政府有關顧居民的責任，以及關心任務的難度，但兩者不應互相排斥，只要作最壞打算，最細緻的預案，便可把風險減至最低。同時指出現時是接回在湖北的澳門居民較合適的時機和較具備條件，並解釋澳門已有 27天沒新增個案，武漢疫情亦已稍為穩定，當地政府抗疫工作稍為鬆馳下，具備條件協助澳門的工作，而在湖北的澳門居民前往機場受感染的風險低。

## 市中心酒店設隔離點
政府決定於3月21日起借用位於南灣大馬路的京都酒店，作為第 5間醫學觀察指定酒店，市民認為該位置較近民居，同時亦位於人流較多的市中心商業位置，不適合作為醫學觀察酒店。
旅遊局表示，相關酒店會採取封閉式管理，酒店內所有店鋪、餐廳、賭場均要關閉，大部分出入口須封閉，亦要視乎酒店的通道問題，例如一些大型綜合建築物內有多間酒店，酒店之間通道相通，政府經考量後剩下的選擇不多。衛生局則表示，政府在尋找酒店時，醫療工程師均會到場視察通風系統，了解會否對周圍建築物和民居有影響。山頂醫院醫務主任羅奕龍表示現時安排在指定酒店隔離人士，主要從外地回澳居民，學生佔多數，他們不是密切接觸者，亦非確診的病人，對於一些只是從外地回澳，沒有任何發燒或呼吸道症狀人士，只會定義為“具有風險”。隔離人士本身造成社區傳播風險低。就算是確診患者，由於傳播途經需要近距離，因此從科學判斷看不到任何證據隔離酒店會影響鄰近建築物住戶或上班人士。政府為外地回澳居民尋找合適場所隔離只會增加困難，可選擇的隔離酒店有限，未來不排除隔離酒店會更接近民居，建築物之間的距離並非決定隔離酒店地點的因素。
當政府決定在3月25日起，第九間醫學隔離酒店是港灣大酒店，由於其位置是最靠近民居、水上街市、超市及餐廳等活動頻繁場所，有不少市民反映，認為政府選擇作醫學觀察的酒店已有指引及嚴格要求，他們相信政府專業判斷，但亦擔心如果隔離人士不遵守防疫措施，極容易引起病毒在社區爆發，對過往的防疫基礎造成影響。

## 全澳學生升班變更懶散
因應2020年下學期倘未能復課或復課時間太短，教育暨青年局認為不適宜進行總結性評核，要求學校不要算作業分數，建議本學年能讓學生全部升班，並與學校取得初步共識一致認同。培正中學校長高錦輝坦言對比網上學習初期，現時由網上平台登錄及其他數據，發現不少人學習積極性下降，不設留級或變得更懶散。建議幼教及小學低班學生可直升，其他年級則容許在今後某日起，透過形成性評核學生的學習態度和測試等，適當評鑑學生，調動他們學習的積極性，讓學生願意學習且學到知識，達成目標才應升級。以有助學生未來升級及繼續今後的學習。加上即使餘下學期不能復課，相關評核也可在上學期成績外，有數據作為升留級標準。

## 第2輪經援措施爭議

### 部分失業或未報稅人士不能領取
政府在4月8日下午公佈第2輪經濟援助措施，其中，已向財政局申報職業稅而符合資格的本地僱員僱員援助會一次過發放 3期共 1.5萬元；每名街市攤位承租人及小販持牌人及向的士車主承租的駕駛員發放一次性1萬元援助款項。受疫情影響，不少市民處於失業，如今第2輪經援措施只針對在職人士，擔憂物價會進一步被抬高，令失業人士及退休人士生活增加生活壓力。而以全職家庭照顧者為例，既不是僱員也不是失業人士，一直以來全職照顧殘疾人士或長者，只有付出而沒有收入，政府應發放臨時照顧者津貼作援助。由於該措施的受惠對象不包括因疫情而被失業的僱員，被社會批評未能將公共資源用到最需要幫助的群體，有網民精闢總結︰「有薪者錦上添花，無薪者雪中送炭，失業者雪上加霜。」另外，自由職業者及兼職人士表示，過去因為收入較低以為自己不需要報稅，因此是次經濟擾助未能惠及這群低收入人士。此外，部分兼職僱員得知，原來僱主並沒有履行義務，向財政局為其進行職業稅登記，空歡喜一場兼感到憤怒。
財政局局長容光亮強調，第 2輪經濟援助措施的僱員援助計劃有針對性，政府是考慮就業僱員在疫情下收入減少，而非失業人士，因失業者可有失業援助。澳門大部分企業是服務性行業，而僱員收入的構成包括基本報酬、佣金和分成，由於疫情關係令到佣金或分成大量減少，因此政府希望透過援助彌補收入不足，如果連其他非受僱人士也受惠，與原計劃的對象和初心不同。但有失業者表示，失業援助設有一定門檻（如︰非自願失業者、失業者不接受勞工局配對工種等），不是每名失業者均可獲取。

### 援助不應成獎勵
由於政府規定今次補助措施要有報稅才有補助，有不少僱員這時才發現，原來僱主沒有為他們向財政局作職業稅入職登記，令他們損失萬五元補助。經濟財政司司長李偉農稱，報稅是履行權利的前提，因無履行義務，就不應該主張權利。不少市民難以認同這種說法，因為政府今次的措施開宗明義是因應疫情而向僱員及企業作出經濟援助共渡時難，措施最優先考慮的應是幫助最有需要的群體。
政府將報稅與今次的經濟援助掛鈎，應該是考慮到要簡化發放程序，希望儘快達到援助的效果。因為財政局本身已經掌握相關資料，居民無須再辦理申請，既節省政府部門的工作量，亦可避免居民因聚集而增加傳染風險。然而，有部分基層居民一來收入低，根本未到繳稅的門檻，二來因為缺乏法律知識，僱主若沒有為僱員報稅，這使僱員不知道有這個義務。若未報稅有法律責任，政府也就應該依法追究，若果法律有漏洞就應該盡快堵塞，為何會將報稅義務和經濟援助的資格扯上關係，讓今次的經濟援助成為一項「奬勵」措施？

### 部分的士司機未能受惠

#### 全職替更的士司機未能受惠
的士聯誼會表示，期望政府公佈替更的士司機該如何申請等，因為替更的士司機也是全職，都需要交租，只是沒有固定的士，是散租而非長約租。的士聯誼會相信政府有想過有關問題，因為兼職司機或會有另一份正職，但不論是否合資格申領一萬五千元援助的僱員，也不能同時申領針對的士行業的援助。立法會議員鄭安庭在4月16日澳門立法會全體會議指出澳門有不少居民是打「散工」的，受疫情影響下無法開工，如部份的士司機以替更開工為生，促進政府實事求是優化抗疫援助細則。

#### 的士司機援助計劃存在申請漏洞
4月15日下午，部分的士司機連同立法會議員宋碧琪前往政府總部遞信，指出政府考慮利用的士租賃合同作為審批援助申請的條件，容易忽略替更或已解除租賃合同的的士司機在疫情爆發期間，這批當值司機承受了昂貴車租及生意最慘淡的時段，在沒能力支付昂貴車租下被迫“落車”，部分正職甚至替更司機處於失業困境，希望政府不要忽略這批人士。 當得知政府將向的士司機發放援助時，他們即時聯絡了車主或中介人，以及請求部分工會幫忙申請，但均未獲正面回覆，司機在提交的士租賃合同或在職證明上存在困難，部分被逼接受車主提出的不公平條件，因而感到徬徨。若僅以租賃合約為發放條件，將令這批飽受疫情影響者排除在申請名單外。建議參考已納入 2019年或 2020年的士工作證印花稅作為申請條件（不包括有其他工作稅的兼職司機），以及司機本人的聲明書為審批要件，以解決暫時性的經濟困境。作為一名的士司機，倘若沒有2019年的印花，根本不是在職司機，又認為即使的士司機有其他正職，只是偶然兼職的士司機，不會申請的士司機的援助，且交通事務局、社保基金亦能掌握有關人士有否正職，不會出現欺瞞多領援助的情況。4月23日，立法會議員宋碧琪於立法會會議上更指出租賃合約容易出現做假，同時政府至今未有公佈自由職業者如何申領援助的程序，最近的士業界內更不斷傳出由工會代繳資料給政府作審批，其安排較混亂。就有關的士司機申請援助資格問題，的士業界議論不斷，希望政府早日公佈有關的士司機援助申請細則，接納業者建議，降低申請資格確認門檻，以避免出現不規則、不合理的情況。

### 導遊怨未納入援助
澳門導遊促進會表示，不少導遊並沒有獲旅行社向財政局申報為僱員，部份連供社保都沒有，屬雙無人士，未必受惠今次的抗疫基金；而政府對於導遊的援助目前也欠缺針對性及清晰指引，令業界感到徬徨。導遊雖然在勞工事務局定性為「自僱人士」，同時在旅行社需要掛名帶團，亦屬僱員性質。由於有確實的帶團、工作紀錄，都應該納入今次受惠對象當中。政府應盡快明晰導遊所能獲得的援助，將手續最簡化，讓受薪人士受惠。

### 忽視界別差異
《訊報》社評指出，第 2輪經濟援助措施雖然總體「精準援助、定向扶持」基本原則，但是政府向自由職業者提供的經濟援助計劃，受惠對象卻包括小販持牌人和街市攤販承租人，同時，受援助的企業只分僱員數目而不分行業，而令在疫情下，超級市場、個別藥房卻在逆市大賺一筆，由於他們均可獲得經濟援助，變相無端雙重得益，街市攤販承租人亦是澳門變相全面封關（包括自封與被封）下，內部需求大幅上升。而按「供求決定價格」的市場規律下一些期內生意穩升的攤販也獲政府援助1萬元，是忽視客觀現實明顯存在的界別差異、不嚴謹的決定。

## 當地不允無病徵核檢致使返澳受阻
4月14日，澳門政府新聞記者會宣佈從外地返回澳門的人士，上機前須出示當地醫療機構發出的核酸檢測陰性報告。近期計劃從日本返回澳門的居民梁小姐指出，除有病徵人士外，外地不允許為報告而作檢測，質疑措施沒考慮海外澳門人的難處，間接阻礙居民回家。希望當局訂定衛生防疫的登機標準，如規定回澳門人士要穿著防護衣等裝備，鬆綁政策毋須要求有檢測報告才可登機。「現時不單日本，在外地要做檢測都好難，只優先給有徵狀人士檢測，無任何病徵者不會受理。」有感「居民回自己國家是應有權利，鄰近的內地、香港及台灣，只要配合檢疫措施，也不會阻擋在外地的居民回家。」在求助過程中，各部門互相「踢球」，感到好徬徨與無助。目前她尚可於日本逗留一段時間，但若是經濟情況不佳、簽證快將到期及沒住所的海外澳門人，如何是好？政府於 4月16日宣佈有在台灣人士因特殊原因獲豁免，她希望參照此模式，督促回澳門人士上機前做好防護措施如穿著防護衣等，訂定上機的衛生防疫措施，鬆綁出示檢測報告的規限，讓在海外的澳門人回家。另一名在韓國的一家四口劉小姐更表示，由於兩名女兒未滿七歲，在韓國不能接受核酸檢測，因此無法登機回澳。於是向旅遊危機處理辦公室和衛生局查詢申請豁免檢測時，兩個部門互相「卸膊」，一個星期後才得到衛生局回覆表示不能獲得豁免，劉小姐氣憤稱，既然特區政府那麼憂慮，就不應該賣出機票，認為特區政府仍然「沒有幫助，沒有方向，沒有解決方案」，劉小姐一家旅遊簽證於4月底到期，目前已申請延期至5月，但不知用甚麼理由再延遲居留。
山頂醫院醫務主任羅奕龍回應稱，政府研判本地和外地情況而推出的防疫措施是合理，雖然澳門連續多天沒有新增個案，但外國疫情發展仍不樂觀，現時不可放鬆警惕。每個推出的政策都是出於對公共利益的考量， 4月15日起推出政策要求所有通過航機來澳門的人士，均需要出示病毒核酸陰性報告才能登機，目的是為了保護同機人員。當中存在豁免的情況，但不應是常態，因此不會訂明有哪些條件可獲豁免。羅奕龍又稱，有人成功取得核酸檢測結果，相信非想像中難以逾越。雖然澳門居民有自由進出澳門的權利，但現時全球疫情仍嚴重，有關措施是希望保護澳門市民健康。若果有居民在外地未能取得核酸檢測報告，便給予豁免，那麽防疫措施就形同虛設。早前有一名在臺灣的澳門居民獲得豁免，這是因為其有親人離世需返回澳門奔喪，相信澳門市民可以理解和接受。
旅遊局執照及監察廳廳長陳露在4月17日稱，接獲一些在外地聲稱是澳門居民的求助，但大多數都沒有提供身份資料，主因是涉及私隱，而旅遊局要求致電者提供個人資料亦需要平衡情況。4月27日，據在韓國一家四口劉小組提供的資料顯示，她們在當地找到替成人檢測的醫療機構，旅遊局稱從技術上小孩可做核酸測試，不知會否因溝通上的誤會，局方亦有建議由其他途徑返回澳門，但她們希望直飛澳門。4月29日陳露稱，已聯繫了 2個可以為成人和小朋友做核酸檢測的韓國醫療機構，並把聯絡方式電郵告知有關的澳門家庭，據了解，相關家庭中的母親和 2個小朋友同時持有香港居民身份證，他們表示，已決定返回香港。

## 入境政策不對等爭議

### 限制外僱入境政策使中國網民感覺歧視
有生活在珠海，工作在澳門的中國大陸外僱表示，自2月20日起，在入境澳門前14天曾經到過大陸的外地僱員，需在珠海市的地點進行隔離14天，並取得珠海衛生部門發出的無感染新型冠狀病毒醫生證明書後方可入境澳門。推出此政策後，大量外僱在2月20日前返澳，使其兩個月都沒有回家。然而，3月27日起，廣東亦實行對澳門入境人士隔離14天。但澳門特首賀一誠曾在三月份表示，若澳門及中國大陸在未來一段時間保持零本土感染，或於3月底或4月初調整外僱入境政策，並且在4月份有預案調整大陸外僱出入澳門措施，如果澳珠保持沒有本土感染，可以恢復，但不會排除任何可能性。然而，3至4月份，澳門及珠海兩地都沒有出現本土感染案例，並且保持了一段時間，理應解除出入境限制；另外，外僱進入澳門這項政策對於外僱們來說並不公平，很多人覺得自己受到歧視。現在澳門政府設置了進入澳門需要隔離14天，和本地人和遊客不一視同仁，但事實上，大家感染的風險都一樣大，為何單獨對外僱如此嚴格？這不是雙標嗎？此外，珠海已有進入要隔離14天的政策，杜絕了外僱來回珠海的風險，當入境珠海時就要隔離14天，所以不敢隨便流動。因此取消外僱入境澳門的14天隔離，根本不會影響防疫工作。而且現在新的外僱，也是可以通過旅遊證件進澳門。所以這個入境政策實在是沒有必要。
澳門行政長官賀一誠表示︰特區政府並沒有歧視任何一個省籍的內地外僱，由於內地外僱來澳後住宿和工作均會深入社區，故為本澳整體安全大局作考慮，所有內地僱員入境澳門前均需在珠海隔離觀察14天，不可能為此而影響澳門爭取的早日恢復關口暢通工作。然而，澳門居民亦在社交媒體上普遍認同政府的做法。

### 市民不滿外勞可過關，澳門居民被封關
6月6日，民眾建澳聯盟於社交網站發佈影片，澳門已有兩個多月沒有新確診病例，新移民和部分澳門居民指出，家住在大陸的媽媽、新戚已有多個月沒有探望，很想念他們，並聲稱「這段時間有很多老豆老母死咗，連送殯都無本事送，據了解，至少有10個出現這個情況。不滿勞工自由出入，完全沒有給予澳門居民送殯的酌情權，如果你完全封鎖海關不給予人出入，我是不會關你(政府)的」。另有澳門居民稱，重新開關是全澳門人的心聲，希望政府可盡快開關給我們，以方便去大陸買平餸和見親友。

## 中國網民反感援助未有支援外僱
在中國的社交媒體中，一些在澳門工作的中國大陸人批評澳門政府在疫情中沒有援助外僱。在3月19日，有葡文記者在政府記者會表示，外僱勞動人口的大多數，為澳門經濟付出很多，防控疫情的措施不應該是持澳門居民身份證就有保障，持「藍卡」就無保障。而澳門創新發展研究會理事王耀更表示，外地僱員並沒有被納入第二輪經援措施，外地僱員已經是澳門勞動力重要組成，受本次疫情影響更大，政府也要從長遠出發，為其提供適當的支援，共渡時艱。
事件引起澳門人反感，直言部分失業人士、在職人士均未能享受第二輪經援措施，為何外僱卻享要求政府提供更多福利援助。
衛生局局長李展潤回應葡文記者稱，若一視同仁照顧本地居民和身處外地的外僱，相信本澳居民都不會同意，他以現金分享、醫療券為例，不同身分有不同待遇，這不是歧視，特區政府亦有保護在澳持「藍卡」外僱，例如保障口罩計劃。
4月20日，行政長官賀一誠表示，疫情下，沒有考慮發放津助予外僱，外僱與本地人依法同工同酬，但外僱較本地人每月多500元房屋津貼，明白500元不足以租房。但本澳外僱達十九萬人，與澳門工人比例幾乎達1:1，所以津助要好慎重，強調並非不尊重外僱，只是政府有難處，擔心會引起社會好大爭議。

## 留澳教師應免除檢測
4月25日教育暨青年局宣佈實施「非高等教育學校教職工和跨境學生核酸檢測計劃」，凡於非高等教育學校的教職工及直接面對學生進行相關活動的人員，如學生輔導人員、治療師、專職人員、餘暇活動導師等，均須於復課前完成核酸檢測。於4月27日至4月30日期間，將全面安排中學的教職員進行核酸檢測，首階段作檢測的還包括中學教師及負責幼兒首次入學面談的教職工等。
菜農子弟學校校長王國英認為，措施推出較緊急，為跨境師生作檢測可理解，由於澳門目前疫情穩，沒有社區爆發的風險，但疫情後未曾離澳的教師也要作檢測，政策出台時間緊迫且必要性不大，應該豁免一直留澳的教師作檢測。校方認為推行相關措施前應與教育界溝通，令復課運作更順暢。現時不少教師忙於為復課做準備，只要求教師作檢測，令不少教師有疑問，部分農曆新年前回鄉的學生，近日收到復課消息後才回澳，這批學生也有檢測的必要，若不幸有學生感染也會傳給教師，再擴大傳染至其他師生等。如計劃能更周詳，應為全體師生共同檢測後，再復學情況或更理想。
教育暨青年局副局長龔志明回應時表示，教師與學生是有分別的。教師需要跨班教學，少則每天面對三至四班的百多名學生，多則面對逾十班的數百名學生；在教員休息室，教師之間亦有備課、討論等。學生在復課後，將根據衛生局指引，盡量避免跨班、減少群集 (如：課外活動、大型活動)；意即，同一班的20-30名學生，是在充足防疫措施下穩定地上課。
山頂醫院醫務主任羅奕龍則表示，中央政府亦提出，特別注意「重點人群」展開檢測。羅奕龍認同龔志明的說法，並表示，把教師定義為「重點人群」是合理的，符合目前的抗疫需要。也提出，沒有必要比較誰需要、誰不需要檢測，因此要以動態思維去看「重點人群」，若有學校稍後出現確診病例，校內所有人，包括師生，肯定成為重點檢測的對象。對於教師(尤其是懷孕者)擔心，在檢測期間受到感染，羅奕龍回應，衛生局分時段給教職工接受檢測，各時段安排100人，避免出現人群聚集；測試地點為舊兒童評估中心，地點空曠、通風良好，也不會有其他病患出入，同時，亦會盡量縮短檢測人士的停留時間。因應疫情很多措施推出需要，“快、狠、準”，不像恆常性政策可以充分溝通協調，有些政策確實推出較急，未來要視乎情況考慮是否所有學生也需要檢測，需要動態分析，需要邊做邊檢討，才能指導下一步的工作，不排除未來所有學生都要做檢測，但以效益來看，老師與學生的接觸面不同，因此作出了先後考慮。
社會文化司司長歐陽瑜在立法會表示，因應疫情，很多措施推行得較急，例如安排老師接受核酸檢測，但強調當局須在確認掌握新技術後，才推出措施，相關安排或對居民造成不便，她表示不好意思。

## 電子消費卡使物價上升

### 事前官員無準備應對市場失靈
經濟財政司司長李偉農相信推出電子消費卡，商號不會在這個時刻「坐地起價」。政府亦在六月檢視第一期情況後，可能對第二期消費卡作出微調。
經濟局局長戴建業則表示，經濟局、消委會和市政署會有新機制及時公布不同類型的物價，例如消委會有每週超市物價情報，也有針對麵包等項目作專項調查，市民可以多留意，貨比三家；經濟局也正與市政署溝通，希望公布全澳食肆價格，讓市民知悉加價食肆的比例和幅度。而價格的透明度要有縱觀的圖，而非憑個人感覺，戴建業認為本澳屬高收入地區，高收入自然有高的生活水平，即使居民不同意，但希望理解。

### 商品大幅抬價，民怨聲不斷
但有網民發現，在未推出電子消費卡前，澳門超市、商戶已開始加價，市民未見其利先見其害，居民不滿有商戶“發疫財”。其中，利豐超級市場出售的出前一丁5包裝，由原來的36.8元，急增至45元，多名澳門市民表達不滿，甚至指出日本城雜貨店販售同樣商品，價格卻只需23.9元。在5月1日電子消費卡推出後，再有市民發現來來超級市場多項商品大幅抬價，其中，同名牌及數量的中國枇杷，新苗超級市場只售15.4元，但來來超級市場卻售32.7元，網民在其官方Facebook專頁內表示罷買，後來消費者委員會接收到市民投訴後，前往來來超級市場作出警告，相關貨品每磅的售價隨後下降超過一半。 而來來超級市場出售的粟米油與同業價差50元，經濟局收到網民反映後派員巡查相關超市，來來超級市場在5月2日將有關品牌的粟米油售價由 178元下調至129元，但仍稍略貴於同業價1元，但同時出現新舊價格標示，經濟局已即時要求超市標示一致價格，避免影響消費者權益。另外，新苗超級市場、百佳超級市場及新花城等商號亦成為最新眾矢之的名單，其中有居民稱到石排灣新苗超級市場買了一包米，標價116.9元，使用消費卡結帳後，竟被對方收取139.9元，當事人即與超市職員理論，最後才退回23元；有網友在新花城超市發現一包4個裝的新奇士橙，售價為49元，但當撕開價格紙時，則發現原本價格僅售36元；另外，亦有居民於百佳超級市場賈伯樂提督街栢威大廈分店購物後發現，消費卡啟用後，平日只需60幾元的燒鹹豬手，悄然加至319.6元，有兩盒標價如一，包裝上標明每磅價錢為770元，形容“去餐廳叫一碟都平過你幾倍”。
於是網民紛紛指責經濟財政司司長的說法，甚至組成一個專門討論電子消費卡的社交群組，以監察有那些商戶趁機加價。群組中有留言稱有超市將女性衛生用品、飲品、蔬果等加價一至兩元；亦有麵包店將麵包價格提高近4成。同時，亦在留言感慨表示“一直賺大錢企業，就趁你病攞你命，仲恐怖過吸血鬼”。
後來，消費者委員會執行委員會主席黃翰寧在5月4日回應表示，對於超市的投訴，可能涉及消費者與超市之間的誤會，難以一概而論，但強調消委會在收到投訴會即時到場了解和跟進，作出勸喻，甚至警告，暫時超市的回應是正面的，很快作出改正。有記者追問：有否商戶真的違規？有否法律法規罰處惡意漲價的商戶？會否公開被投訴的店名？消委會主席稱要指控商戶不合法，「又好似講唔過去，但係，又好似講得過去。對於是否真的有必要公開？大家要思考：公開之後，到底有否效果？」他重申，不同個案有不同處理方式。並提出，就算公開，商戶未必「乖啲」；反而不公開，「留一條路畀佢行，佢以後唔夠膽」。他表示，按經驗，不公開店名，對方不再不良經營。同時，強調超市可因應不同經營策略自由定價，而且澳門沒有法規強制訂價，故容許商戶商品有差價。對於百佳超級市場一份燒鹹豬手標價高達319.6元，經調查後發現是工作人員按錯鍵標錯價，將每磅77元錯按成每磅770元，超市已作出跟進。另外，來來超級市場亦主動澄清，指該超市每個月會進行2次優惠活動，已持續多年，分別於每月的1日及16日開始，由於5月1日為新一輪活動開始，部分正價貨品會改為優惠價，部分早前優惠價的商品會改為正價，員工當時正在進行更換價格標籤的工作，明白有關舉動令居民產生誤會，承諾會作出改善，完善內部操作流程。唯網民不滿意官員及超市的回應，更在社交網站上表達聽完他們的解釋只會更憤怒，指出調價失誤非超市刻意為之，只是睜開眼睛说瞎話。立法會議員梁孫旭在書面質詢中促請當局公開被多次投訴、證實有違規經營或屢勸不改的商戶名單，並取消其參與消費補貼計劃的資格，同時，促請政府檢討計劃，應對受惠商戶設定維持物價穩定的基本義務及設立懲罰機制。

### 官員不作為
此外，亦有市民反映，澳門物價太貴，為減低開支，過往辛苦一點也會選擇北上買餸，但疫情下只能留澳消費，發現澳門菜價明顯較貴，如果政府能壓抑物價通脹，才可真正幫助到澳門居民。因此，有市民質疑經濟局局長稱澳門人收入高，自然有高的生活水平說法，市民指出疫情下，除了局長工資維持在較高水平，但老弱病殘、學生、失業或無業者沒有任何收入來源，他們得不到第2輪經濟擾助措施，還需要消費高價商品。
《訊報》社評更指出經濟局局長的這種思維，只顧為不良商人牟取不合理利潤開脫而不恤民命、不顧民生，不應是負有監察市場公平責任的局級公職人員該有的表現。至於領著高昂薪津而只會如家庭主婦到處格價的消費者委員會，及只懂呼籲商販不要胡亂抬價，卻長期未認真履行監察責任兼高高在上的市政署一班高階公職人員，工作表現同樣令人失望與齒冷。今時今日，官員還靠把口呼籲商人自律，要求消費者貨比三家，只能證明負有監管物價責任的政府部門，一方面是本末倒置，與社會現實脫節，另一方面，證明經濟局、消委會等部門的公職人員不作為，吃空餉。

### 褫奪誠信店資格，平息抬價風波
5月4日晚上，消費者委員會再作補充，近日接獲多宗投訴涉及來來超市商品價格，5月4日聯同經濟局會見超市負責人並要求解釋有關情況，經分析，消委會不接受超市以標錯價為由的解釋，決定即時取消來來超級市場的“誠信店”資格。
消委會表示，經調查來來超級市場有關的投訴，發現超市未能清晰標示出售商品的實際最終售價，亦未能確保價格準確及清晰，認為資訊存在誤導，有損消費者權益。對於在疫情期間尤其推行電子消費卡後的抬價行為予以譴責，並繼續逐一深入調查跟進接獲的投訴個案，如有違法行為必定嚴肅處理及追究，絕不姑息。消委會將會持續聯同經濟局，在職權範圍內全力監管，打擊抬價行為。同時加快法制方面的配套工作，在立法會作細則性審議的《消費者權益保護法》法案。
5月5日，來來超級市場在官方微信公眾號發布道歉啟事，就一連串商品價格混亂引起關注，以及未有急民生之所急而提供適切商品優惠的情況致歉。在聆聽大眾批評和意見後，已即時責成及監督核對超市內 10多萬件商品的價錢，並重新審視所有產品的折扣優惠。準確標價是超市責無旁貸的責任，承諾加強執行價格核對的工作，同時已成立特別專線跟進意見。道歉啟事發出後，隨即被網民轉發到不同的網上社交平台及Facebook群組。網民反饋“彈”多過“讚”，大部分仍覺意難平，直指有人最早歸咎於混亂出錯、標錯價、優惠取消回復原價等說法不能接受，認為政府應以更嚴厲手段處罰類似惡性抬價的商號。普遍對擬推出的加碼優惠唔收貨，呼籲“懲罰”。亦有網民指，連日來有關商號章法大亂，是一場典型的公關災難。
5月8日，來來超級市場在社交網頁Facebook和微信中發佈最新公告，指出該超市會設立價格監督計劃及額外優惠活動，但不少市民在該超市多個社交賬號中表達出仍對該超市的服務態度以及不良趁機抬價行為感到非常不滿，多名網民引用行政長官賀一誠在3月底的記者會中回應記者時說到的一句話:「澳門人看在眼裡，記在心裡。」
5月11日，來來超級市場推出價格監督計劃條款及細則。